# Sprite comic

Un exemple de sprite comic.

Un sprite comic (abrégé en SC) est un webcomic conçu généralement à partir de sprites et de décors préexistants, souvent issus de jeux vidéo. Il reprend les grands principes de la bande dessinée, à savoir des planches composées de cases comprenant des personnages, des décors, des bulles et une mise en scène, et suivant une narration séquentielle. De par leur réappropriation des ressources vidéoludiques, les sprite comics se déroulent généralement dans des univers empruntés aux jeux vidéo,,,.

## Histoire
Le sprite comic apparaît en 1998 sur internet sous la plume de Jay Resop, qui crée alors Neglected Mario Characters, série dédiée aux personnages négligés de l'univers Super Mario, pour le site Super Mario Bros HQ. Le comic gagne progressivement en popularité jusqu'à atteindre un pic de 200 000 vues en 2004. C'est cependant le sprite comic Bob and George, débuté en 2000 par David Anez et réutilisant les sprites des jeux Mega Man, qui popularisera le média sur l'internet anglophone. 
Sur l'internet francophone, c'est le site The Leaf Forest Zone qui sera dès 2003 la plateforme centrale de publication de sprite comics. Le site est d'abord dédié à la publication de "hoaxes", de fausses captures d'écrans de jeux vidéo, puis se diversifie pour proposer des créations de fiction, toutes autour du thème de Sonic the Hedgehog. La communauté des créateurs de sprite comics s'organise alors autour du forum Espace Temps 6, affilié à The Leaf Forest Zone. En 2006, le site Shycomics est créé dans le but de fournir une nouvelle plateforme de publication de sprite comics au contenu plus diversifié. Possédant ses propres forums, Shycomics est à l'heure actuelle le seul site francophone possédant une communauté active.

## Technique de base
De nombreux sprites de jeux vidéo (indispensables pour un sprite-comic) sont trouvables sur Internet. Généralement, ils sont extraits par des amateurs via un émulateur et des roms de jeux. Cette étape est appelée "ripp".
Le créateur de sprite-comic (il n'existe pas de terme pour désigner les auteurs, à ne pas confondre avec les spriters, qui sont spécialisés dans l'édition et/ou la création de sprites) peut modifier à sa guise les sprites qu'il compte utiliser. L'auteur possède alors un personnage personnalisé qui peut lui servir d'avatar ou non. On trouve de tout, en passant du simple changement de couleur jusqu'à la création complète.
Certains rares auteurs ont fait des SC en partant de zéro, chaque décor et chaque sprite étant créé à partir de rien, au fur et à mesure des besoins de l'auteur, dans ce cas-là on dit qu'il a fait du « pixel art ». Certains disent qu'ils le font "from scratch", ce qui signifie la même chose.
Les SC sont généralement enregistrés en PNG, mais il peut arriver qu'ils soient enregistrés en GIF si celui-ci contient des animations. En revanche, il est fortement recommandé d'éviter les formats d'images avec compression à pertes, tel que le JPG car ils dégradent généralement la qualité de l'image.
On notera qu'il est impossible de récupérer une bonne qualité d'image si celle-ci est enregistrée en JPG, et qu'il est inutile de le ré-enregistrer en PNG par-dessus, l'image étant déjà dégradée.